# Anwar El Ghazi
Anwar El Ghazi  (Barendrecht, 3 de mayo de 1995) es un futbolista neerlandés que juega como delantero y se encuentra sin equipo tras abandonar el Cardiff City F. C.

## Biografía
El Ghazi, de origen marroquí, nació en una población de los suburbios de la gran ciudad portuaria de Róterdam, concretamente en Barendrecht.

## Carrera

### Carrera juvenil
El Ghazi comenzó su carrera en las categorías inferiores de su club local BVV Barendrecht, uniéndose a la cantera del Feyenoord por dos temporadas. Luego se unió a las filas de Spartaan '20, antes de ser reclutado al Sparta Rotterdam. En 2013 ingresó en la Ajax Youth Academy, jugando la Liga Juvenil de la UEFA.

### Ajax
El Ghazi fue firmado por el Ajax en julio de 2013. Hizo su debut oficial en la Supercopa de los Países Bajos contra el PEC Zwolle, sustituyendo a Ricardo Kishna en la derrota por 1-0 en casa. Hizo su debut regular en el primer partido de la temporada 2014-15 contra el Vitesse. El partido terminó en una victoria por 4-1 en casa, dando él la asistencia para el cuarto gol anotado por Lasse Schøne en el minuto 87. El 17 de agosto de 2014 marcó su primer gol en la liga ante el AZ en el minuto 90 de la victoria por 3-1 en Alkmaar. Marcó su primer gol en la Liga de Campeones de la UEFA el 21 de octubre de 2014 en el Camp Nou, en la derrota por 3-1 ante el F. C. Barcelona. Fue el primer jugador en marcar en el Camp Nou desde el comienzo de la temporada 2014-15, cuando el Barcelona jugó cinco partidos en casa sin encajar un gol.

### Maguncia 05
El 22 de septiembre de 2023 firmó un contrato de dos años con el club alemán 1. FSV Mainz 05 de la Bundesliga. Sin embargo, el 17 de octubre fue suspendido por el club, luego de compartir una publicación en su cuenta personal de Instagram que incluía la frase "Desde el río hasta el mar, Palestina será libre". Finalmente el 3 de noviembre el club rescindió su contrato, sosteniendo que el jugador no se había disculpado ni retractado correctamente por sus declaraciones en redes sociales. Sin embargo, en julio de 2024 los tribunales fallaron a su favor y el club tuvo que readmitirlo y pagarle una multa de 1,5 millones de euros.

## Selección nacional
Es internacional absoluto con Países Bajos, con la que ha disputado dos partidos internacionales.

## Clubes
| Club                       | País         | Año       |
| -------------------------- | ------------ | --------- |
| Ajax de Ámsterdam          | Países Bajos | 2014-2017 |
| Lille O. S. C.             | Francia      | 2017-2019 |
| Aston Villa F. C. (cedido) | Inglaterra   | 2018-2019 |
| Aston Villa F. C.          | Inglaterra   | 2019-2022 |
| Everton F. C. (cedido)     | Inglaterra   | 2022      |
| PSV Eindhoven              | Países Bajos | 2022-2023 |
| 1. FSV Mainz 05            | Alemania     | 2023-2024 |
| Cardiff City F. C.         | Gales        | 2024-2025 |

## Palmarés

### Títulos nacionales
| Título                        | Club          | País         | Año  |
| ----------------------------- | ------------- | ------------ | ---- |
| Copa de los Países Bajos      | PSV Eindhoven | Países Bajos | 2023 |
| Supercopa de los Países Bajos | PSV Eindhoven | Países Bajos | 2023 |